# Zorkulsee
Der Zorkulsee (auch Sir-i-kol) befindet sich in Zentralasien im südlichen Pamir an der Grenze zum Hindukusch.

## Geographie
Der 38,9 km² große See, der sich in 4130 m Höhe an der Grenze von Afghanistan und Tadschikistan ausbreitet, erstreckt sich in Ost-West-Richtung auf knapp 20 km Länge. In dieser Richtung verläuft die Grenze beider Staaten durch den See, um in seinem äußersten Ostteil nach Süden abzuknicken, so dass sein Südteil zu Afghanistan und sein Nordteil zu Tadschikistan gehört.
Der Zorkulsee, der sich in einem weitläufigen, baumlosen und vegetationsarmen Hochgebirgstal befindet, ist von sehr hohen Bergen umgeben, darunter der Concord Peak (5469 m), dessen Gipfel sich etwa 15 km südlich des Sees befindet.
Der See, in dem sich mehrere Inseln befinden, wird von zahlreichen kleinen Bächen gespeist und durch den nach Westen fließenden Pamir entwässert. Der erste Europäer, der den See nachweislich besuchte, war der britische Marineoffizier John Wood 1838, der den See nach der britischen Königin Viktoria benannte.
Der See wird in der Ramsar-Liste als wichtiges Vogelgebiet geführt.